# Simon Máté
Simon Máté (Bodonhely, 1743. ? – Pécs, 1818. augusztus 20.) teológiai doktor, pálos szerzetes, római katolikus plébános.

## Élete
Papi pályára lépve, előbb Szent Pál-rendi szerzetes volt. 1763. október 24-én tette le a fogadalmat és e rendben 25 évet töltött tanítva. 1767. április 8-án felszenteltetett és 1768. augusztus 19-én teológiai doktor lett. 1772-ben Diósgyőrött segédlelkész, 1774-ben Tüskeváron, ahol a rend plébániát bírt, szintén lelkész, 1779-ben a székesfehérvári iskolában hitszónok, 1780-ban a pécsi rendházban hittanár volt. A szerzet eltöröltetése után pécsmegyei pap lett és 1788-ban kárászi (Baranya megye) plébános. 1796-ban Pécsett a papnövendékek tanára és szentszéki ülnök is volt. A maga idejében híres egyházi szónok volt, ki műveit népies modorban írta. Mint egyházmegyei könyvtárnok halt meg Pécsett.

## Munkái
- Úr-napi prédikátzió, mellyben meg mutattatik miként adgya Krisztus az ő szent testét és vérét az oltári szentségekben. Mondatott 1772. Diós-Győrött. Pécs, 1794
- Applausus honori et venerationi Dni Ignatii Nagy de Séllye protoepiscopi Alba Regalensis dicatus. Quem dum is Albam-Regalem ingrederetur, poetis Albensibus immixtus cecinit. Pestini (1776)
- Supplementum ad dissertationem historico-criticam clar. Georgii Pray de dextra S. Stephani primi Hungariae regis cum historia monasterii Sz. Job, ubi olim sacra haec dextra asservabatur; concinnatum ex collectaneis Joachimi Kollarits, auctore ... Uo. 1787, nyolcz rézm.
- A káromkodásról tíz prédikátziók, mellyeket mondott és kiadott. Uo. 1795
- Micsoda a pap? Meg mutattatott ... Midőn Kajdacsy Mihály úr első miséjét az Istennek a pétsi püspöki templomban bé mutatta 1797, Uo.
- Beszéd a religiónak három rendbéli ellenségi ellen, melly mondatott Szekszárdon 1795-dikben a templom ünnepén, úgy-mint Krisztus urunk mennybe menetele napján. Kinyomtattatott pedig és osztogattatott Tiszt. Szluha György által. Vácz, 1799
- Különös tárgyakról való prédikátziók, úgymint a tántzról. Az isten-félők boldogságáról. Az oltári szentségről. A penitentziáról. Melyeket külömb esztendőkben mondott, most pedig egész esztendőre fel-osztván, a lelkek hasznáért együtt ki-adott. Uo. 1800 (Egyes részek ezen önálló czímek alatt: A tánczbéli mulatságról tíz prédikátziók, melyeket ... Kárászi plébániában mondott ... Az isten-félőknek mind ezen a világon, mind a másikon-való boldogságokról húsz prédikátziók ...; Az oltári szentségekről tizen-hat prédikátziók ...; A penitentziáról nyoltz prédikátziók ... Uo. 1800. Megelőzőleg ezek mind külön jöttek forgalomba.)
- Propempticon. Quo Illustr. ac Rev. Dno Francisco Szányi episcopo rosnaviensi ad suam sedem ter faustum iter vovet clerus, populusque peucinus. Uo. 1801 (költemény)
- Boldogasszonyról XXXX prédikátziók; mellyeket külömb helyeken és üdőkben mondott, most pedig többek kérésére a lelkek hasznáért a titkok rende szerént egygyütt kiadott... Hozzá adatik Szent Annáról, Joákimról és Józsefről egynehány dicsérő beszéd. Uo. 1801 (ism. Annalen, Wien, 1805)
- Az Úr Krisztusról egynéhány prédikátziók, mellyeket külömb helyeken és esztendőkben mondott,most pedig a lelkek hasznáért a titkok rendbe szerént egygyütt kiadott ... Hozzá-adattatnak a szentség imádásáról, Jézus szívéről, Úr színe-változásáról, sz. kereszt feltalálásáról és fel-magasztalásáról egynéhány prédikátziók. Uo. 1802 (ism. Annalen, Wien, 1805)
- Mitsoda a templom? Megmutatta ... midőn 1802-dikben a szekszárdi új templomnak első kövét nagy ünnepléssel le-tenné ... Keszthelyi György pétsi kanonok úr. Uo. 1803
- Böjti prédikátziók V esztendőkre; mellyeket külömb helyeken és időkben mondott, most pedig többek kérésére a lelkek hasznáért együtt kiadott. Uo. 1804
- Carmen quo Ill. ac Rev. Dno Josepho Király de Ó-Gyalla episcopo Quinque-Ecclesiensi in solemni ad suam ecclesiam ingressu applauditur. Anno 1808. Quinque-Ecclesiis
- Tóbiás élete, a mint a sz. írásban a sz. lélek ihletéséből megiratott, minden sorsbéli embereknek lelki épületére üdvösséges erköltsi taníttással megtoldva, újra ki-adatott. Pest, 1814